# Euptychia phocion
Euptychia phocion är en fjärilsart som beskrevs av Fabricius 1781. Euptychia phocion ingår i släktet Euptychia och familjen praktfjärilar. Inga underarter finns listade i Catalogue of Life.